# Чемпионат мира по фристайлу 1986
Чемпионат мира по фристайлу 1986 года — 1-й чемпионат, прошедший в Тине (Франция) со 2 по 6 февраля 1986 года. Были разыграны медали в четырёх дисциплинах — могуле, акробатике, лыжном балете и в комбинации. Всего было разыграно 8 комплектов наград.

## Результаты

### Мужские соревнования

#### Могул
2 февраля 1986
| Медаль | Спортсмен         | Страна    |
| ------ | ----------------- | --------- |
|        | Эрик Бертон       | Франция   |
|        | Петш Мозер        | Швейцария |
|        | Мартти Келлокумпу | Финляндия |

#### Акробатика
4 февраля 1986
| Медаль | Спортсмен      | Страна  |
| ------ | -------------- | ------- |
|        | Ллойд Ланглуа  | Канада  |
|        | Ив Ларош       | Канада  |
|        | Жан-Марк Бакин | Франция |

#### Лыжный балет
6 февраля 1986
| Медаль | Спортсмен      | Страна   |
| ------ | -------------- | -------- |
|        | Ричард Шабль   | Германия |
|        | Лейн Спина     | США      |
|        | Георг Фурмайер | Германия |

#### Комбинация
6 февраля 1986
| Медаль | Спортсмен   | Страна  |
| ------ | ----------- | ------- |
|        | Алан Ларош  | Канада  |
|        | Джон Витт   | США     |
|        | Эрик Лаборо | Франция |

### Женские соревнования

#### Могул
2 февраля 1986
| Медаль | Спортсмен         | Страна |
| ------ | ----------------- | ------ |
|        | Мэри Тиампо       | США    |
|        | Харли Вольф       | США    |
|        | Сильвия Марчианди | Италия |

#### Акробатика
4 февраля 1986
| Медаль | Спортсмен       | Страна |
| ------ | --------------- | ------ |
|        | Мария Квинтана  | США    |
|        | Карин Хернског  | Швеция |
|        | Мередит Гарднер | Канада |

#### Лыжный балет
6 февраля 1986
| Медаль | Спортсмен     | Страна  |
| ------ | ------------- | ------- |
|        | Ян Буше       | США     |
|        | Кристин Росси | Франция |
|        | Люси Барма    | Канада  |

#### Комбинация
6 февраля 1986
| Медаль | Спортсмен         | Страна    |
| ------ | ----------------- | --------- |
|        | Конни Кислинг     | Швейцария |
|        | Анна Фрейзер      | Канада    |
|        | Сильвия Марчианди | Италия    |

## Медальный зачёт
| Место | Страна    |   |   |   | Всего |
| ----- | --------- | - | - | - | ----- |
| 1.    | США       | 3 | 3 | 0 | 6     |
| 2.    | Канада    | 2 | 2 | 2 | 6     |
| 3.    | Франция   | 1 | 1 | 2 | 4     |
| 4.    | Швейцария | 1 | 1 | 0 | 2     |
| 5.    | Германия  | 1 | 0 | 1 | 2     |
| 6.    | Швеция    | 0 | 1 | 0 | 1     |
| 7.    | Италия    | 0 | 0 | 2 | 2     |
| 8.    | Финляндия | 0 | 0 | 1 | 1     |